# Campanula scouleri
Campanula scouleri är en klockväxtart som beskrevs av William Jackson Hooker och A.Dc. Campanula scouleri ingår i släktet blåklockor, och familjen klockväxter. Inga underarter finns listade i Catalogue of Life.

## Bildgalleri

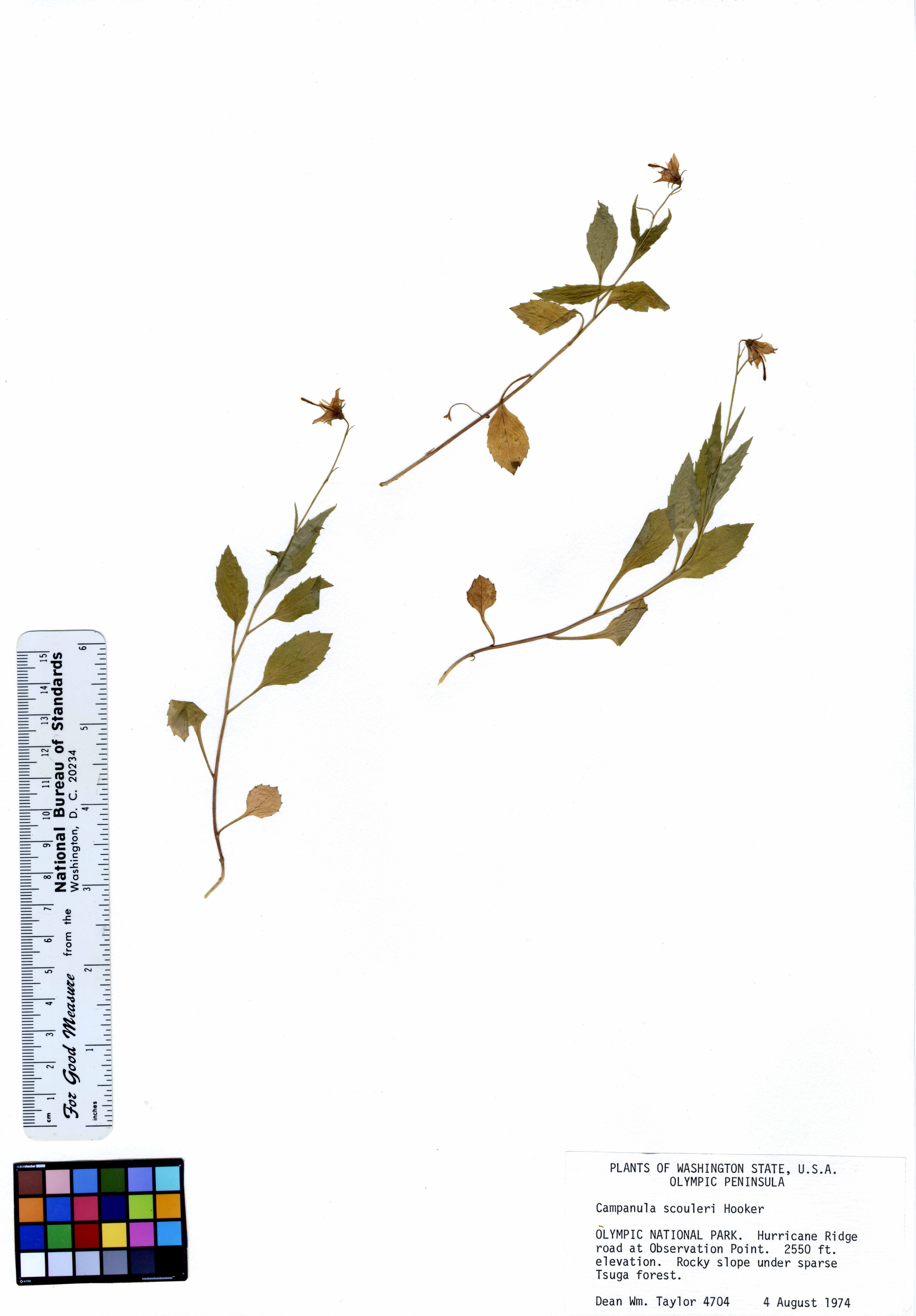